# Světový pohár v biatlonu 2020/2021 – Kontiolahti 2
2. podnik Světového poháru v biatlonu v sezóně 2020/2021 probíhal  od 3. do 6. prosince 2020 ve finském Kontiolahti. Na programu podniku byly závody ve sprintech, stíhací závody a štafety.
Tento podnik Světového poháru v sezóně 2020/2021 navazoval na tzv. otevření sezóny (IBU World Cup Biathlon-Season Opening), které probíhalo o týden dříve ve stejné lokalitě.

## Program závodů
Oficiální program:
| Datum       | Disciplína           | Začátek (SEČ) | Počet závodníků |
| ----------- | -------------------- | ------------- | --------------- |
| 3. prosince | Sprint (muži)        | 13.30         | 107             |
| 3. prosince | Sprint (ženy)        | 16.30         | 104             |
| 5. prosince | Stíhací závod (muži) | 13.20         | 60              |
| 5. prosince | Štafety (ženy)       | 15.15         | 21 týmů         |
| 6. prosince | Štafety (muži)       | 12.45         | 24 týmů         |
| 6. prosince | Stíhací závod (ženy) | 15.15         | 59              |

## Průběh závodů

### Sprinty
Favorizovaný Nor Johannes Thingnes Bø udělal při střelbě vleže jednu chybu, ale po bezchybné druhé střelbě se udržoval v čele průběžného pořadí. Jeho bratr Tarjei Bø však sestřelil všechny terče a navíc rychleji běžel, takže jej v cíli předstihl téměř o půl minuty. Před Johannese Bø se dostal ještě čistě střílející Němec Arnd Peiffer.
Z českých reprezentantů střílel bezchybně jen Michal Krčmář, který v běhu příliš neztratil a dojel desátý. Ostatní udělali na střelnici aspoň dvě chyby a nezískali žádné body do hodnocení Světového poháru. Ondřej Moravec, Jakub Štvrtecký a Tomáš Krupčík ale postoupili do stíhacího závodu.
V závodě žen se dařilo Markétě Davidové. Vleže střílela čistě, ale vstoje nezasáhla jeden terč. V jednotlivých kolech však dokázala zrychlovat a skončila šestá. V cíli byla spokojená: „Za střelbu jsem ráda. Jen škoda toho kalibru, který nespadl. Na stojce jsem první ránu odkládala, ale aspoň jsem se trefila.“ Lucie Charvátová udělala na střelnici tři chyby a dojela na 33. místě. Do stíhacího závodu postoupila ještě Jessica Jislová z 53. pozice.
Vítězství ve sprintu z předcházejícího týdne zopakovala Švédka Hanna Öbergová. V cíli se sice na prvním průběžném prvním místě dlouho držela bezchybně střílející Francouzka Anaïs Chevalierová-Bouchetová, Hanna Öbergová však k čisté střelbě přidala rychlejší běh a zvítězila s náskokem deseti vteřin. Třetí pozici s jednou střeleckou chybou, ale ještě rychlejším během obsadila její sestra Elvira Öbergová.

### Stíhací závody
Vítěz sprintu Nor Tarjei Bø udělal při první střelbě tři chyby a do čela závodu se dostal jeho bratr Johannes Thingnes Bø. Ten však při poslední střelbě nezasáhl dva terče a předstihl jej Švéd Sebastian Samuelsson, který udělal o chybu méně. Přestože celkově běžel pomaleji než Nor, měl při nájezdu do posledního kola téměř půlminutový náskok, který už uhájil a dojel si tak pro svoje první vítězství v závodě světového poháru. Johannese Bø pak předjel ještě Francouz Fabien Claude. Michalu Krčmářovi se nedařilo zejména při třetí střelbě, kdy musel několikrát dobíjet vyhozený náboj a nezasáhl dva terče. Přesto dokončil s celkově třemi chybami nejlépe z českých reprezentantů jako dvacátý. Ondřej Moravec udělal na střelnici o jednu chybu méně a zlepšil se oproti sprintu o 25 míst na 22. pozici v cíli.
V závidě žen se do druhé střelby držela v čele vítězka sprintu Hanna Öbergová. Na konci kola ji však dojela Norka Marte Olsbuová Røiselandová a později i další Norka Tiril Eckhoffová. Při poslední střelbě udělaly Öbergová i Røiselandová po jedné chybě, takže čistě střílející Eckhoffová obě soupeřky předjela a zvítězila. 
Českým reprezentantkám se střelby většinou nedařila: Markéta Davidová sice solidně běžela, ale udělala šest chyb na střelnici a dojela na 22. místě. Lucie Charvátová nezasáhla ještě o 4 terče více a klesla na 51. místo. Jedině Jessica Jislová se se dvěma chybami zlepšila o 17 pozic na 38. místo.

### Štafety
V průběhu závodu se v čele vystřídalo šest štafet, od jeho poloviny však byly ve vedení jen reprezentantky Švédska a Francie. V posledním úseku udělala Hanna Öbergová na střelnici jen jednu chybu, zatímco Justine Braisazová tři, což rozhodlo o tom, že švédská ženská štafeta získala vítězství po téměř deseti letech.
Českým reprezentantkám se závod nevydařil. Na prvním úseku dobře jela a střílela Jessica Jislová, která předávala na pátém místě se ztrátou jen 11 vteřin. Na druhém úseku však Lucie Charvátová zasáhla osmi ranami vstoje jen jeden terč a jela čtyři trestná kola. Jedno kolo pak přidala i Markéta Davidová a dvě Eva Puskarčíková při poslední střelbě. I když všechny jely rychle a po střelbách zlepšovaly svoji pozici, v cíli skončily na 11. místě. Závod se však nevydařil nejen Češkám – Norka Karoline Knottenová v prvním kole upadla a pak nezvládla první střelbu. Na druhém úseku musela Tiril Eckhoffová na tři trestná kolo a Norky skončily osmé. Poprvé za poslední dva roky tak nevyhrály štafetu.
V závodě mužů se od první předávky držely v čele německá a norská štafeta. Pátou položku zastřílel Nor Tarjei Bø rychleji než Němec Arnd Peiffer a odpoutal se od něj. Od té doby si norská štafeta udržovala náskok až do cíle, i když Johannes Thingnes Bø udělal na střelnici celkem čtyři chyby. 
Českou štafetu rozjížděl junior Tomáš Mikyska. Střílel bezchybně a solidně běžel; předával na sedmém místě se ztrátou čtvrt minuty na čelo závodu. Stejně dobře si počínal Ondřej Moravec: i když ztratil hůlku a při přebírání náhradní zakopl, zlepšil českou pozici na páté místo. Tomáš Krupčík však udělal pět chyb na střelnici a kromě prvního kola pomalu běžel. Předával  Michalu Krčmářovi jako desátý. Ten pak rychlým během zlepšil tuto pozici o tři místa.

## Umístění na stupních vítězů

### Muži
| Disciplína              | První místo                                                                           | Výkon                                                     | Druhé místo                                                               | Výkon                                                     | Třetí místo                                               | Výkon                                                     |
| Sprint (10 km)          | Tarjei Bø                                                                             | 24:03,7 (0+0)                                             | Arnd Peiffer                                                              | 24:17,6 (0+0)                                             | Johannes Thingnes Bø                                      | 24:33,1 (0+1)                                             |
| Stíhací závod (12,5 km) | Sebastian Samuelsson                                                                  | 32:26,7 (0+0+0+1)                                         | Fabien Claude                                                             | 32:42,5 (2+1+0+0)                                         | Johannes Thingnes Bø                                      | 32:46,2 (0+0+1+2)                                         |
| Štafeta (4×7,5 km)      | Norsko Sturla Holm Laegreid Vetle Sjåstad Christiansen Tarjei Bø Johannes Thingnes Bø | 1:16:21,0 (0+0) (0+2) (0+0) (0+2) (0+0) (0+1) (0+3) (0+1) | Švédsko Peppe Femling Jesper Nelin Martin Ponsiluoma Sebastian Samuelsson | 1:17:00,2 (0+3) (0+1) (0+1) (0+12 (0+1) (0+1) (0+0) (0+1) | Německo Erik Lesser Roman Rees Arnd Peiffer Benedikt Doll | 1:17:12,7 (0+1) (0+3) (0+0) (0+2) (0+0) (0+1) (0+0) (0+2) |

### Ženy
| Disciplína              | První místo                                                                  | Výkon                                                     | Druhé místo                                                                       | Výkon                                                     | Třetí místo                                                                           | Výkon                                                     |
| Sprint (7,5 km)         | Hanna Öbergová                                                               | 21:11,5 (0+0)                                             | Anaïs Chevalierová-Bouchetová                                                     | 21:21,1 (0+0)                                             | Elvira Öbergová                                                                       | 21:39,4 (0+1)                                             |
| Stíhací závod (12,5 km) | Tiril Eckhoffová                                                             | 31:05,9 (0+0+0+0)                                         | Marte Olsbuová Røiselandová                                                       | 31:27,4 (0+0+1+1)                                         | Hanna Öbergová                                                                        | 31:41,3 (0+1+1+1)                                         |
| Štafeta (4×6 km)        | Švédsko Johanna Skottheimová Mona Brorssonová Elvira Öbergová Hanna Öbergová | 1:12:44,5 (0+0) (0+2) (0+1) (0+1) (0+1) (0+2) (0+0) (0+1) | Francie Anaïs Bescondová Anaïs Chevalierová Chloè Chevalierová Justine Braisazová | 1:12:54,1 (0+0) (0+3) (0+0) (0+1) (0+0) (0+2) (0+0) (0+3) | Německo Vanessa Hinzová Franziska Preussová Maren Hammerschmidtová Denise Herrmannová | 1:13:28,4 (0+0) (0+2) (0+1) (0+3) (0+2) (0+2) (0+0) (0+2) |

## Pořadí zemí
| Pořadí | Země    | 1. místo | 2. místo | 3. místo | Celkově |
| ------ | ------- | -------- | -------- | -------- | ------- |
| 1.     | Švédsko | 3        | 1        | 2        | 6       |
| 1.     | Norsko  | 3        | 1        | 2        | 6       |
| 3.     | Francie | 0        | 3        | 0        | 3       |
| 4.     | Německo | 0        | 1        | 2        | 3       |
|        | Celkem  | 6        | 6        | 6        | 18      |